# Pécsi Sebestyén
Pécsi Sebestyén József (Budapest, 1910. október 29. – Budapest, 1991. május 8.) Liszt Ferenc-díjas magyar orgonaművész, zenepedagógus, egyházi karnagy.

## Életpályája
Szülei Pécsi Gyula és Kriz Matild (1873–1930) voltak. Budapesten a Zeneművészeti Főiskola hallgatója volt Kodály Zoltán, Harmat Artúr, Zalánfy Aladár tanítványaként; orgona- és zeneszerzés szakon végzett, továbbá karnagyi és állami művészi oklevelet szerzett. Az 1930-as években az újpesti r. k. plébániatemplom helyettes karnagyaként is működött. Számos külföldi országban koncertezett, gyakran szerepelt rádiós- és televíziós műsorokban is. 1940-től mintegy 40 esztendő át a Zeneakadémián tanított; növendékei közt van - többek között - Ligeti György, Lehotka Gábor, Virág Endre, Leányfalusi Vilmos, Kistétényi Melinda, Hidas Frigyes, Kurtág György , Lukin László és Rózmann Ákos. 1980-ban nyugdíjba vonult.

## Magánélete
1942. március 7-én Budapesten házasságot kötött Mach Alfonz és Jellinek Melinda lányával, Andreával. 1948-ban házasságot között Werner Mária énekesnővel.

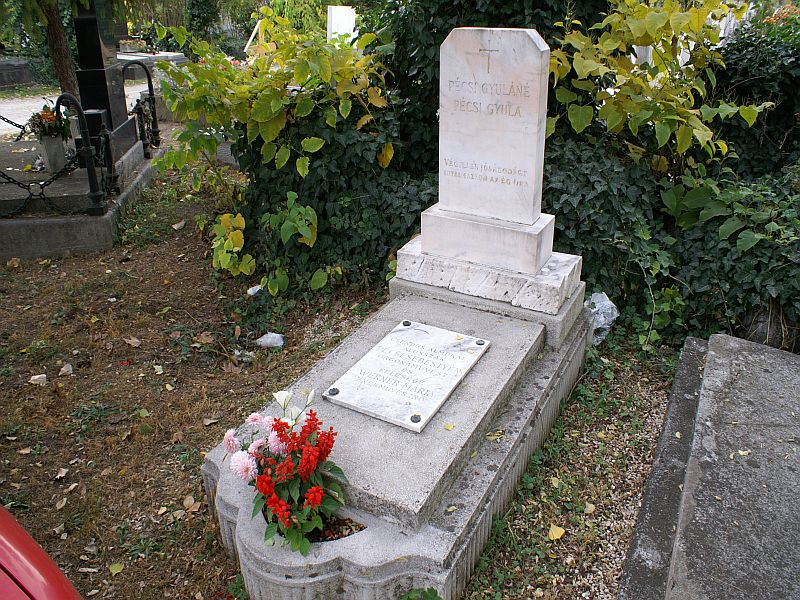
Feleségével közös sírja a Megyeri temetőben

## Díjai, elismerései
- Liszt Ferenc-díj (1957)
- Érdemes művész (1974)
- A Zeneművészeti Főiskola jubileumi aranygyűrűje (1975 és 1980)

## Lemezei
Összesen 14 lemeze jelent meg, amelyeken J. S. Bach, Kodály Zoltán, Paul Hindemith és Liszt műveit játssza.